# Correspondentieprincipe
Het correspondentieprincipe is in de natuurkunde het principe dat uit de postulaten van de kwantummechanica de resultaten van de klassieke mechanica (op macroscopische schaal) herleidbaar moeten zijn.
In andere woorden: voor grote energieën en grote afstanden moeten de berekeningen van de kwantummechanica overeenstemmen met die van de klassieke mechanica.  Klassieke grootheden verschijnen in de kwantummechanica in de vorm van verwachte waarden van observabelen, en als zodanig ondersteunt de stelling van Ehrenfest (die de tijdsevolutie van de verwachte waarden voorspelt) het correspondentieprincipe.
Het correspondentieprincipe werd als eerste geformuleerd door Niels Bohr in 1920.
In bredere zin kan het correspondentieprincipe ook toegepast worden op nieuwe theorieën, zoals snaartheorie, die op hun beurt ook de kwantummechanica en/of klassieke mechanica moet kunnen beschrijven om als valide theorie aangenomen te kunnen worden. Dat wil zeggen, een nieuwe theorie moet de resultaten van een oude geverifieerde theorie kunnen verklaren.